# Trapari
Trapari is een plaats in de gemeente Pleternica in de Kroatische provincie Požega-Slavonië. De plaats telt 179 inwoners (2001).